# نفتغورسك (مقاطعة سمارا)
نفتغورسك، سمارا أوبلاست (بالروسية: Нефтегорск) هي إحدى مدن روسيا في الكيان الفدرالي الروسي سمارا أوبلاست.